# Don Ho
Về ca sĩ Don Hồ xin xem bài Don Hồ.
Donald Ho Tai Loy (chữ Trung Quốc: 何大來 Hồ Đại Lai), sinh ngày 13 tháng 8 năm 1930 - mất ngày 14 tháng 4 năm 2007) là nhạc sĩ và người làm trò mua vui Hawaii. Ho, có dòng máu Trung Quốc, Hawaii, Bồ Đào Nha, Hà Lan và Đức.